# Orthostixis impura
Orthostixis impura là một loài bướm đêm trong họ Geometridae.